# 格拉区
格拉区（德語：Bezirk Gera）是德意志民主共和国的一个区（Bezirk），行政中心为格拉。

## 历史
该区与其他东德的十三个区成立于1952年7月25日，替代了德国传统上的联邦州行政区划。1990年10月3日两德统一后，该区成为了图林根的一部分。

## 下分区划
该区下分15个县（Kreise）：计2个城市县（Stadtkreise）、13个乡村县（Landkreise）。
- 城市县：格拉、耶拿
- 乡村县：Eisenberg、Gera-Land、Greiz、Jena-Land、Lobenstein、Pößneck、Rudolstadt、Saalfeld、Schleiz、Stadtroda、Zeulenroda